# 일본 순양함 사카와
사카와 (酒匂)는 제2차 세계 대전 중 일본 제국 해군 (IJN)을 위해 건조된 4척의 아사노급 경순양함 중 마지막 함선이었다. 1944년 말 함선이 완성될 무렵 연료 부족으로 IJN의 작전은 마비되었고, 사카와는 일본 해역을 벗어나지 못했다. 전쟁 후 사카와는 일본군 병력 수송에 사용되다가 1946년 초 크로스로드 작전 중 핵무기 실험의 소모성 표적으로 선정되었다. 이 함선은 7월 1일 첫 폭탄 실험에서 표적으로 사용되었고 다음날 침몰했다.

## 설계 및 설명
아사노급 함선은 1910년대와 1920년대에 건조된 노후화된 경순양함을 구축함 전단의 기함으로 대체하기 위해 고안되었다. 이 함선은 전체 길이 174.1 미터 (571 ft 2 in), 함폭 15.2 미터 (49 ft 10 in), 흘수 5.63 미터 (18 ft 6 in)였다. 배수량은 표준 배수량에서 6,652 미터톤 (6,547 롱톤)였고, 만재 배수량에서 8,534 미터톤 (8,399 롱톤)였다. 사카와는 55명의 장교와 750명의 병사를 포함한 승무원이 있었고, 기함으로 배정되면 3명의 장교와 16명의 수병이 추가되었다.
아사노급은 6개의 캄폰 로고 수관 보일러에서 공급되는 증기를 사용하여 각각 단일 프로펠러 샤프트를 구동하는 4개의 기어드 증기 터빈 세트를 가지고 있었다. 터빈은 총 100,000 축마력 (75,000 kW)를 생산하고 함선에 35 노트 (65 km/h; 40 mph)의 속도를 제공하도록 설계되었다. 그들은 18 노트 (33 km/h; 21 mph)의 속도로 6,300 해리 (11,700 km; 7,200 mi)의 항속 거리를 제공하기에 충분한 연료유를 실었다.

### 무장 및 센서
아사노급의 주 무장은 3개의 트윈 포탑에 6문의 15-센티미터 (6 in) 41년식 함포로 구성되었으며, 2문은 상부구조물 앞에, 1문은 함미에 위치했다. 보조 무장은 2개의 트윈 포탑에 4문의 8-센티미터 (3 in) 98년식 대공포가 선체 중앙부에 장착되었다. 사카와는 동급 함선 중 가장 마지막에 건조된 함선으로, 2.5-센티미터 (1 in) 96식 대공포를 위한 10개의 3연장 및 18개의 단일 마운트를 포함하여 가장 강력한 대공 무장을 갖추고 있었다. 함선에는 또한 중앙선에 2개의 4연장 61-센티미터 (24 in) 93식 (롱 랜스) 어뢰 발사기가 있었고, 8개의 예비 어뢰를 가진 재장전 시스템을 갖추고 있었다. 그들은 18개의 폭뢰를 위한 2개의 폭뢰 슈트와 대잠수함전 장비를 갖추고 있었으며, 3개의 기뢰도 운반할 수 있었다. 아사노급 함선에는 또한 한 쌍의 아이치 E13A 수상기와 캐터펄트가 장착되었다.
잠수함을 탐지하기 위해 아사노급은 93식 2형 하이드로폰 설비를 갖추고 있었고, 자매함들과 달리 사카와는 독일 설계를 기반으로 한 3식 1형 소나를 장착했다. 이 함선은 13식 및 21식 조기경보레이더뿐만 아니라 22식 수상 탐색 레이더와 함께 완성되었다. 후자 시스템은 사격 관제에도 사용될 수 있도록 개조되었다.

## 건조 및 경력
사카와강의 이름을 따서 명명된 사카와는 1942년 11월 21일 사세보 해군공창에서 기공되었다. 이 함선은 1944년 4월 9일 진수되었고 11월 30일 완성되었다. 취역 시, 그녀는 연합함대에 직접 배속되었다. 1945년 1월 15일 사카와는 제11 구축함대의 기함이 되어 세토 내해에서 새로운 구축함들과 함께 훈련하고, 새로운 대레이더 잠수함 코팅 테스트 시리즈에 참여했다. 4월 1일, 함대는 오키나와의 미국 침공군에 대한 자살 임무인 덴고 작전에 배정되었다. 그들은 원래 전함 야마토와 자매함 야하기를 호위할 예정이었으나, 임무에 참여할 연료가 없었다.
5월 26일, 사카와의 프로펠러 중 하나가 규슈와 혼슈 사이의 간몬 해협에서 바위에 부딪혔으나, 끝부분이 약간 구부러졌을 뿐이었다. 이 함선은 나중에 마이즈루 진수부로 옮겨져 7월 19일에 도착했다. 그녀는 6일 후 항공모함 요크타운의 항공기 공격을 받았지만 손상되지 않았다. 일본이 항복한 9월 2일, 사카와는 마이즈루에 정박 중이었다.

### 전후 작전

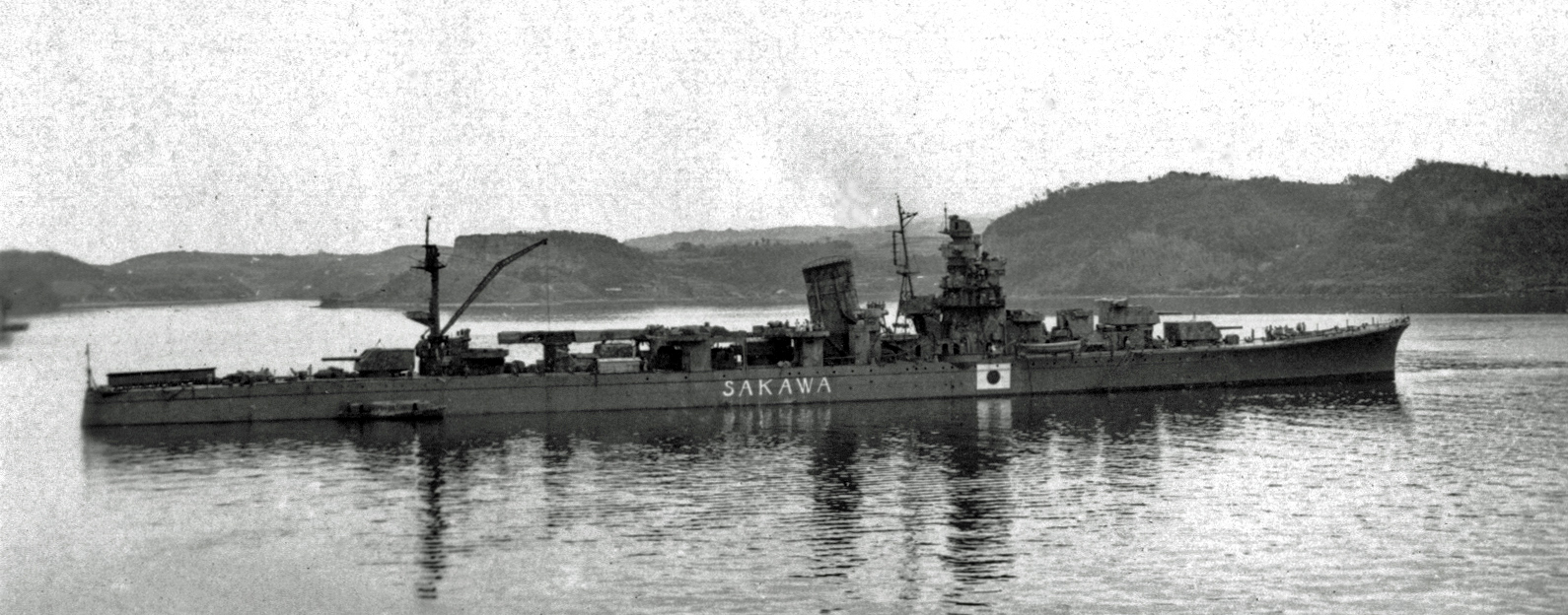
1945년 10월 15일 사세보의 사카와

전쟁 직후, 그녀는 비무장화되었고, 함포는 비활성화되었으며, 어뢰, 탄약 및 기타 무장은 제거되었다. 10월 5일, 이 함선은 해군 명부에서 제외되었다. 그 달 말 사카와는 남부 팔라우 제도에 있는 4개의 작은 섬(손소롤, 판나, 메리르, 하토호베이)에 고립된 1,339명의 일본 제국 육군 병력을 대피시키는 데 사용되었다. 그녀는 1946년 2월 말까지 송환 서비스에서 뉴기니섬, 한국 및 기타 지역에서 일본군 병력을 귀환시키는 수송선으로 계속 일했다.

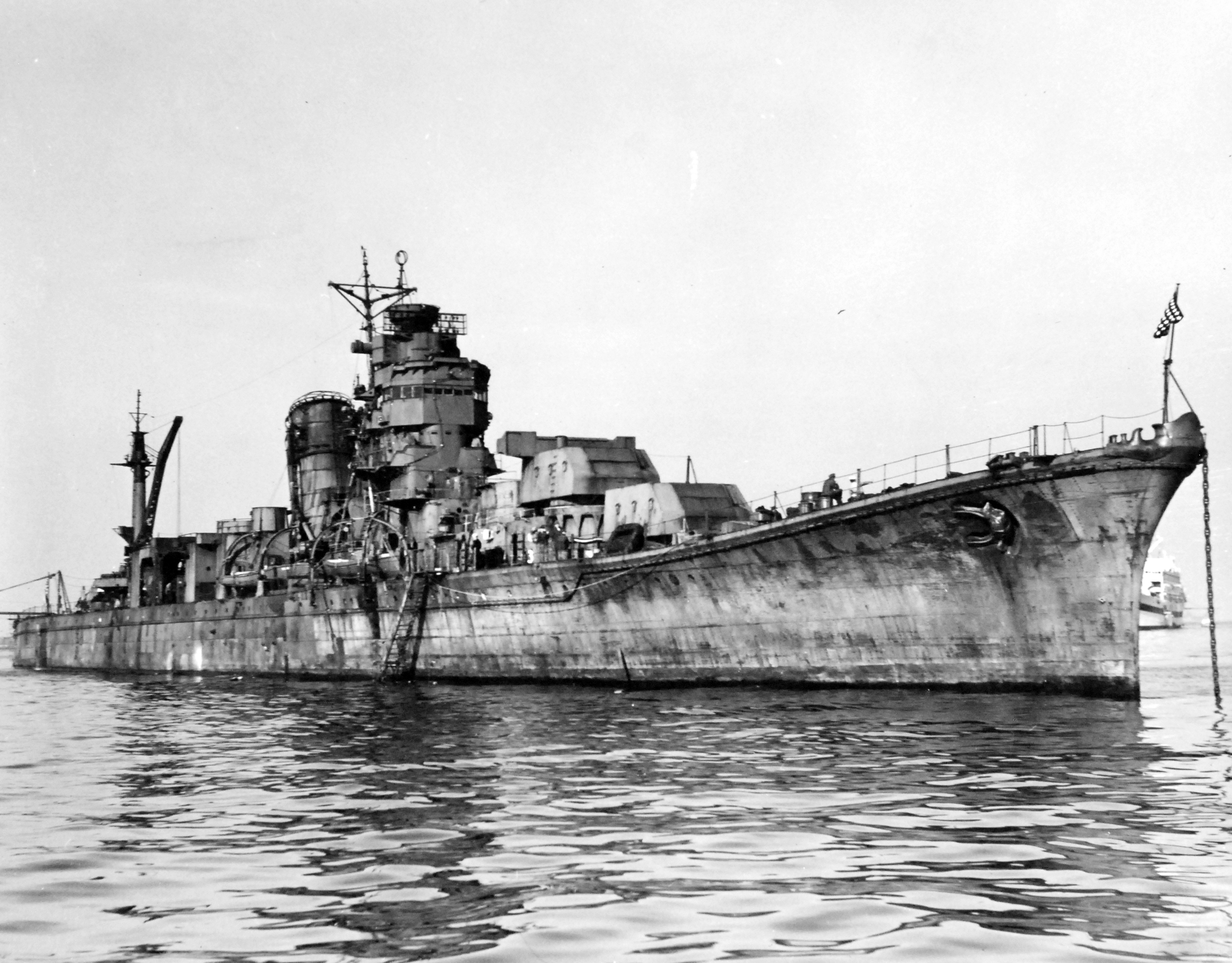
1946년 원자폭탄 실험을 기다리는 사카와

1946년 2월 25일, 사카와는 요코스카로 보내져 미국 해군에 전리품으로 공식적으로 인도되었으며, 다가오는 비키니 원자폭탄 실험에서 다른 구 일본 제국 해군 함선들과 함께 사용될 예정이었다. 인양 팀은 그녀의 누수되는 선체가 쥐로 들끓고 대부분의 함선 시스템이 작동하지 않는다는 것을 발견했다. 나가토 전함과 함께 이 함선은 3월 18일 165명의 미국인 승무원을 태우고 요코스카를 떠나 에니웨톡으로 향했으며, 이전 일본인 장교 11명이 그들을 돕기 위해 승선했다. 열흘 후, 에니웨톡에서 300 해리 (560 km; 350 mi) 떨어진 곳에서 사카와가 고장났고 나가토는 순양함을 견인하려고 시도했지만, 보일러 고장이 발생하여 연료가 떨어졌다. 유조선 니카잭 트레일이 함선에 연료를 보급하기 위해 전환되었지만, 악천후로 인해 암초에 좌초되어 침몰했다. 두 구 일본 함선은 마침내 3월 30일 견인되었고, 사카와는 이틀 후 에니웨톡에 도착했다.

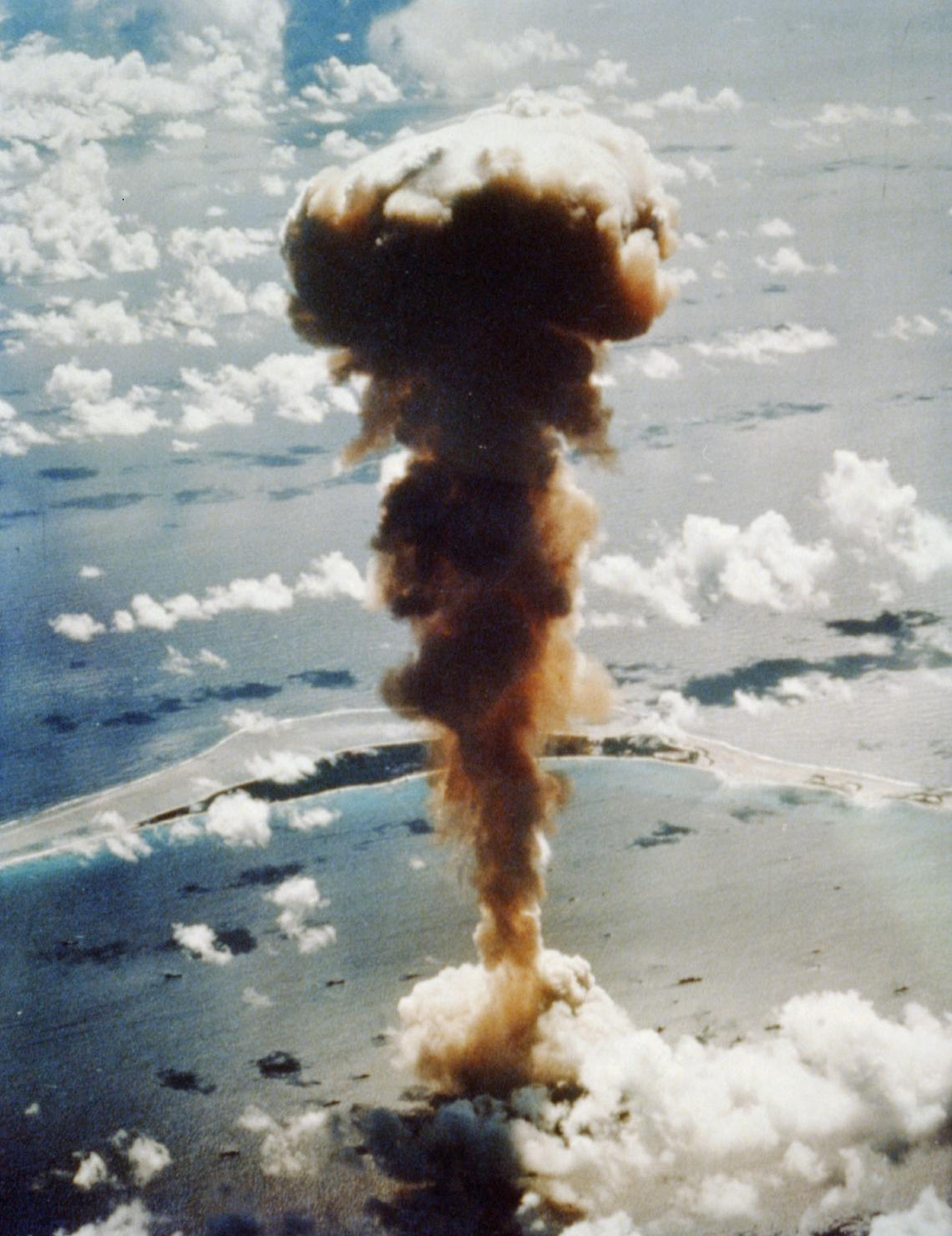
비키니섬이 배경에 보이는 가운데 라군에서 솟아오르는 에이블 버섯구름의 공중 사진

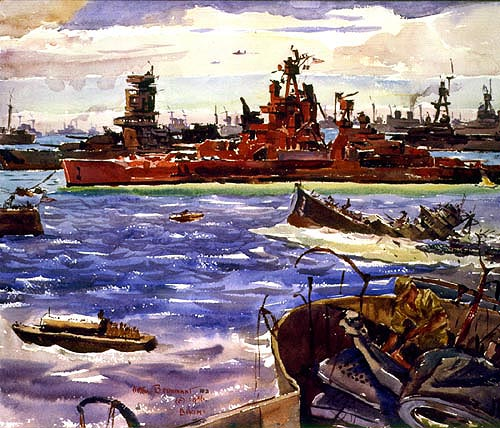
에이블 테스트 후 침몰하는 사카와 (오른쪽)의 그림

에니웨톡에 있는 동안, 사카와에 승선한 다섯 명의 미국 수병들은 비참한 근무 조건에 화가 나서 배에서 내리기 위한 무모한 시도로 함선을 사보타주했다. 그들은 연료 시스템을 손상시키고, 오일 및 물 펌프에 모래를 붓고, 게이지, 회전계 등을 부수고, 고압 증기 라인을 절단했다. 수리는 4일이 걸렸고, 다섯 명의 수병들은 기소되었다. 사카와는 다음 달 비키니 환초로 항해했다.
크로스로드 작전은 7월 1일 첫 폭발(에이블 테스트), 즉 공중 폭발로 시작되었다; 사카와는 방사능 영향을 테스트할 다양한 동물이 담긴 우리로 채워져 있었다. 그라운드 제로는 사카와 선교의 후방에서 약간 오른쪽으로 450 미터 (490 yd) 상공에 있었다. 폭발은 함선에 불을 붙였고 그 힘으로 선교 뒤쪽의 상부 구조를 찌그러뜨리고 선체를 손상시켜 침수되기 시작했다. 테스트 후 사카와는 약간 후미가 가라앉고 왼쪽으로 약간 기울어져 있었다. 침수는 밤새도록 점차 악화되었고 다음날 아침에는 후미가 더 가라앉고 기울기가 더 심해졌다. 예인선 아코마위는 순양함이 침몰하는 것을 막기 위해 좌초시키려 했지만, 견인이 시작되자마자 사카와가 후미부터 침몰하기 시작하여 실패했다. 아코마위는 자신이 끌려들어가는 것을 막기 위해 견인 케이블을 끊어야 했다. 사카와는 약 200 피트 (61 m) 수심의 북위 11° 37′  동경 165° 29′  / 북위 11.617°  동경 165.483° 에 침몰했다.
두 번째 무기 테스트인 베이커는 7월 25일에 침몰한 사카와에서 약 500 피트 (150 m) 떨어진 수중 폭발이었다. 이 폭발은 함선 앞 포탑 뒤쪽의 남은 상부 구조물 대부분을 날려버렸고 잔해를 추가로 손상시켰다. 사카와는 모래 바닥에 거의 똑바로 서 있지만, 앞 포탑 뒤쪽으로는 거의 남아있는 것이 없다.

## 내용주
1. ↑  Whitley, p. 186
2. ↑  Stille, p. 39
3. ↑  Lacroix & Wells, p. 591
4. ↑  Jentschura, Jung & Mickel, p. 111
5. ↑  Stille, pp. 35–36
6. ↑  Lacroix & Wells, pp. 571–72, 579–580
7. ↑  Lacroix & Wells, pp. 578–581
8. ↑  Lacroix & Wells, p. 562
9. 1 2 3 4 5 6  Hackett & Kingsepp
10. 1 2  Tully
11. 1 2  “IJN Sakawa”. The Wrecksite. 2018년 2월 4일에 확인함.
12. ↑  “Bikini Atoll Dive Tourism Information”. Bikini Atoll Divers. 2018년 2월 4일에 확인함.

## 참고 문헌
- Hackett, Bob; Kingsepp, Sander. “IJN Sakawa: Tabular Record of Movement”. CombinedFleet.com. 2018년 2월 1일에 확인함.
- Jentschura, Hansgeorg; Jung, Dieter; Mickel, Peter (1977). 《Warships of the Imperial Japanese Navy, 1869–1945》. Annapolis, Maryland: United States Naval Institute. ISBN 0-87021-893-X.
- Lacroix, Eric; Wells II, Linton (1997). 《Japanese Cruisers of the Pacific War》. Annapolis, Maryland: Naval Institute Press. ISBN 0-87021-311-3.
- Stille, Mark (2012). 《Imperial Japanese Navy Light Cruisers 1941-45》. Botley, UK: Osprey. ISBN 978-1-84908-562-5.
- Tully, Anthony P. (2016년 11월 28일). “Located/Surveyed Shipwrecks of the Imperial Japanese Navy”. 《Imperial Japanese Navy Page》. Combinedfleet.com. 2018년 2월 4일에 확인함.
- Whitley, M.J. (1995). 《Cruisers of World War Two: An International Encyclopedia》. Annapolis, Maryland: Naval Institute Press. ISBN 1-55750-141-6.